# フィールドメタル
フィールドメタルは、62 °C (144 °F)で液体になる低融点合金 。 発明者のサイモン・ケレン・フィールドにちなんで名付けられた。 これは、ビスマス、インジウム、およびスズの共晶合金であり、質量分率はビスマスが32.5％、インジウムが51％、スズが16.5％となっている。 
フィールドメタルは、融点が低いため熱湯を注ぐだけで溶かすことができる。フィールドメタルは、その主成分であるインジウムが銀の約2倍の価格であるため、高価である。 鉛もカドミウムも含まれていないため、ウッドメタルよりもはるかに毒性が低くなっている。少量のダイカストやラピッドプロトタイピングに使用できる。 
この合金は、高度な原子力発電システムの設計で冷却材として調査されている。 フィールドメタルは、ナノテクノロジーの研究者に注目されている。  
鉛やアルミニウムなど、他の液体金属よりも使用するのははるかに容易ではあるが、溶けたフィールドメタルに触れると、 3度の熱傷を引き起こす可能性がある。また、インジウムはインジウム処理に頻繁にさらされる労働者のインジウム肺と関連している。

## 類似の合金
| ℃ (℉)                                               | 融点         | 共晶合金か       | ビスマス (％) | 鉛 (％) | スズ (％) | インジウム (％) | カドミウム (％) | タリウム (％) | ガリウム (％) | アンチモン (％) |
| --------------------------------------------------- | ------------ | ---------------- | ------------- | ------- | --------- | --------------- | --------------- | ------------- | ------------- | --------------- |
| ローズメタル                                        | 98℃ (208℉)   | 共晶合金ではない | 50            | 25      | 25        | 0               | 0               | 0             | 0             | 0               |
| セロセーフ                                          | 74℃ (165℉)   | 共晶合金ではない | 42.5          | 37.7    | 11.3      | 0               | 8.5             | 0             | 0             | 0               |
| ウッドメタル                                        | 70℃ (158℉)   | 共晶合金である   | 50            | 26.7    | 13.3      | 0               | 10              | 0             | 0             | 0               |
| フィールドメタル                                    | 62℃ (144℉)   | 共晶合金である   | 32.5          | 0       | 16.5      | 51              | 0               | 0             | o             | 0               |
| セロロー136                                         | 58℃ (136℉)   | 共晶合金である   | 49            | 18      | 12        | 21              | 0               | 0             | 0             | 0               |
| セロロー117                                         | 47.2℃ (117℉) | 共晶合金である   | 44.7          | 22.6    | 8.3       | 19.1            | 5.3             | 0             | 0             | 0               |
| ビスマス-鉛-スズ-カドミウム-インジウム-タリウム合金 | 41.5℃ (107℉) | 共晶合金である   | 40.3          | 22.2    | 10.7      | 17.7            | 8.1             | 1.1           | 0             | 0               |
| ガリンスタン                                        | -19℃ (-2℉)   | 共晶合金である   | <1.5          | 0       | 9.5~10.5  | 21~22           | 0               | 0             | 68~69         | <1.5            |